# Distretto di Kandreho
Il distretto di Kandreho è un distretto del Madagascar situato nella regione di Betsiboka. Ha per capoluogo la città di Kandreho.
La popolazione del distretto è di 19 604 abitanti (censimento 2011).